# Tabivere
Tabivere (tyska: Tabbifer) är en småköping (estniska: alevik) som utgör centralort i Tabivere kommun i landskapet Jõgevamaa i sydöstra Estland. Orten ligger 140 kilometer sydost om huvudstaden Tallinn, vid Riksväg 39 mellan Tartu och Jõgeva, vid järnvägen mellan Tapa och Tartu och vid sjön Saadjärv, inte långt från gränsen till landskapet Tartumaa.
I kyrkligt hänseende hör orten till Äksi församling inom den Estniska evangelisk-lutherska kyrkan.

## Geografi
Tabivere ligger 68 meter över havet. Terrängen runt Tabivere är mycket platt. Runt Tabivere är det glesbefolkat, med 13 invånare per kvadratkilometer. Närmaste större samhälle är staden Tartu, 19,8 km söder om Tabivere. Omgivningarna runt Tabivere är en mosaik av jordbruksmark och naturlig växtlighet.

### Klimat
Trakten ingår i den hemiboreala klimatzonen. Årsmedeltemperaturen i trakten är 6,3 °C. Den varmaste månaden är juli, då medeltemperaturen är 18 °C, och den kallaste är februari, med −4,4 °C.

## Galleri

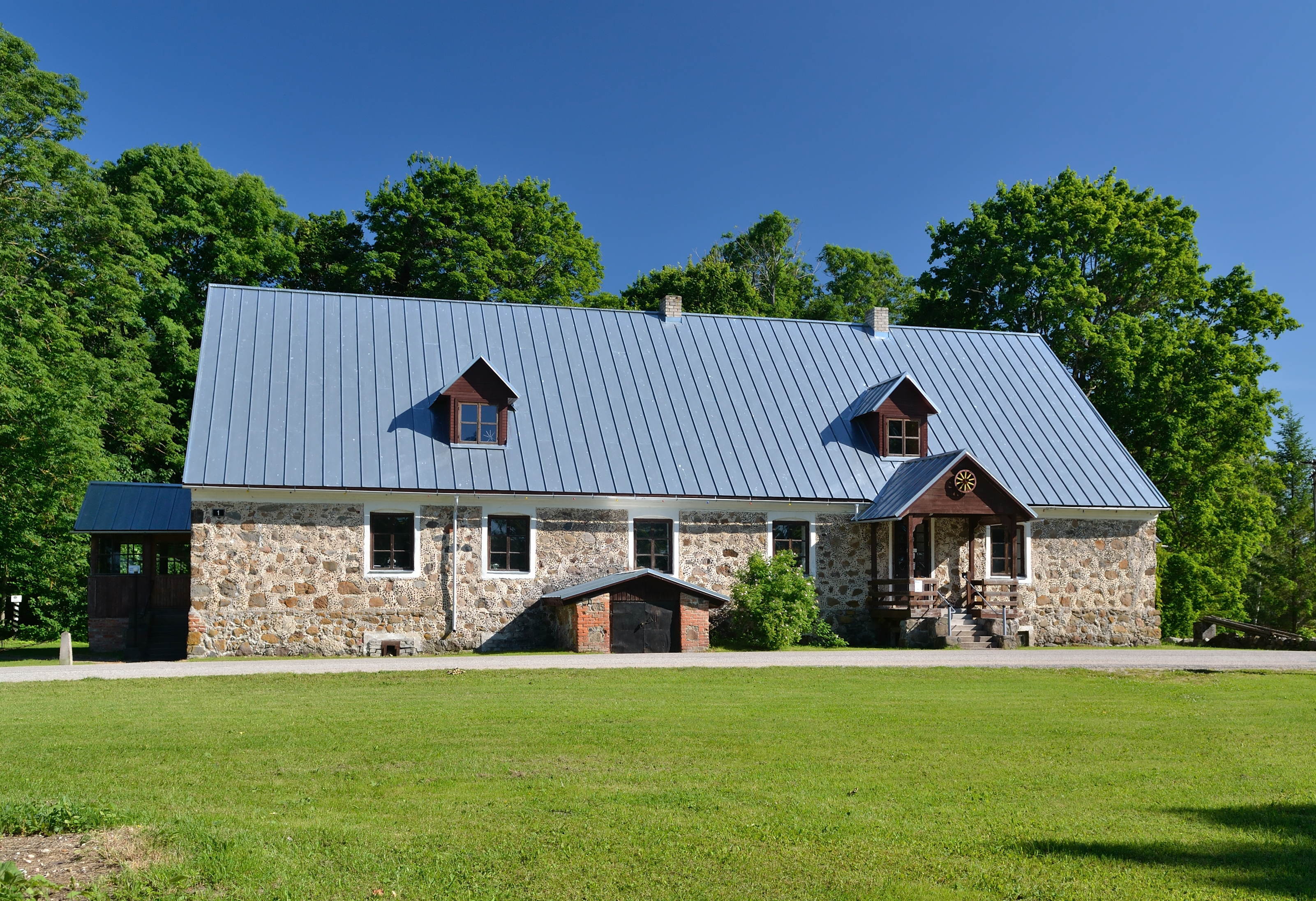
Tabivere kommunmuseum i det gamla herrgårdsmästarhuset.
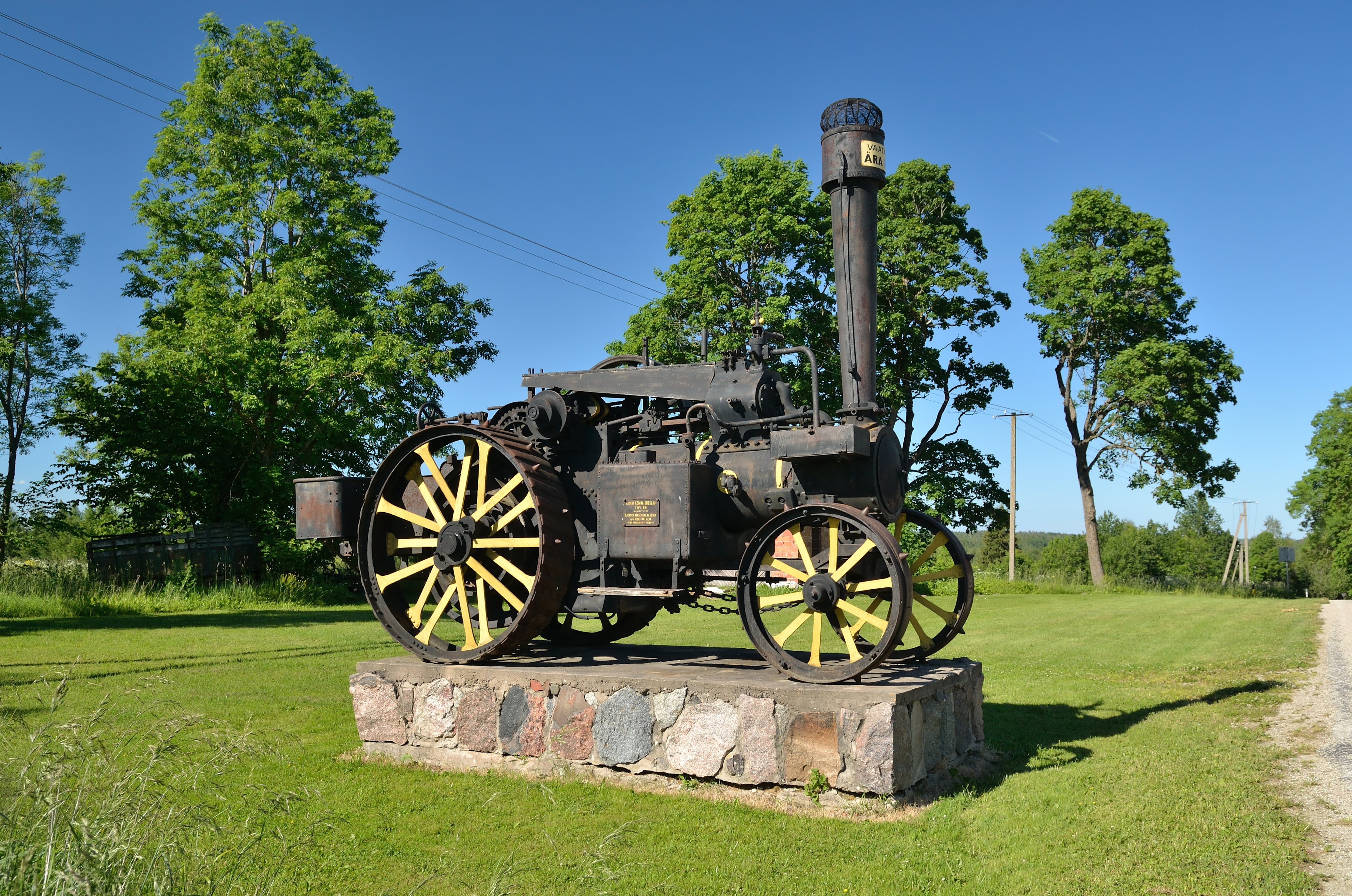
En Kemna Breslau lokomobil vid kommunmuseet.
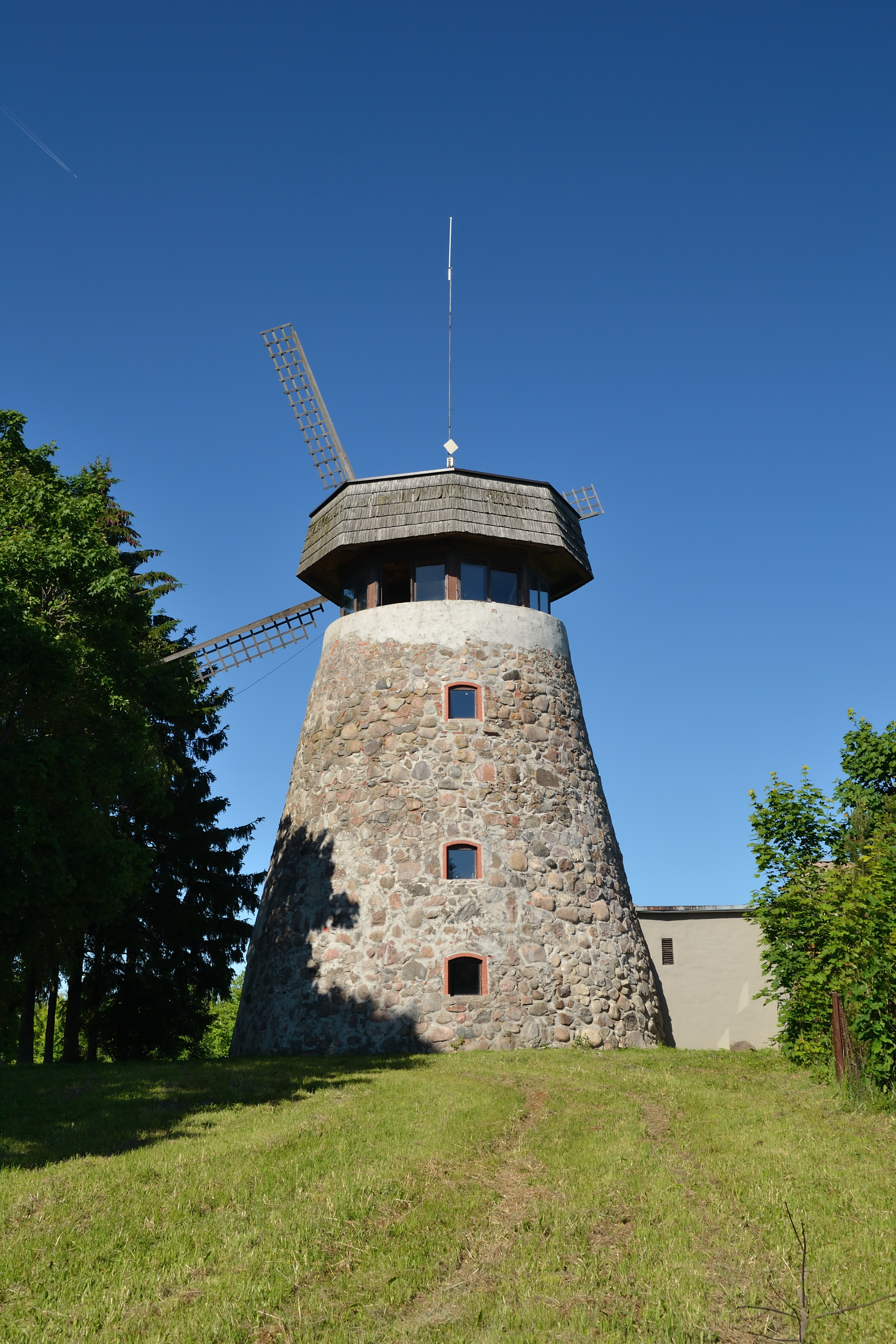
Tabivere väderkvarn.

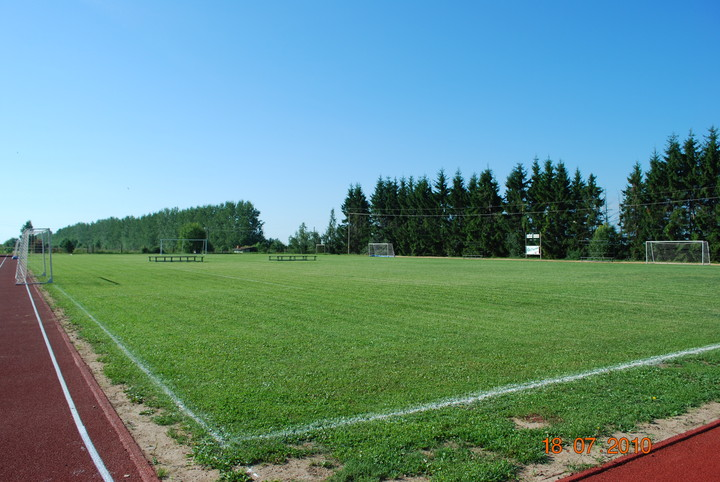
Tabivere stadion.